# إريون دين
إريون دين (بالألبانية: Erjon Dine‏) هو لاعب كرة قدم ألباني في مركز حراسة المرمى، ولد في 10 أبريل 1981 في ألبانيا. لعب مع نادي فلامورتاري فلوره.